# Fußball-Weltmeisterschaft 2010/Spanien
Dieser Artikel behandelt die spanische Fußballnationalmannschaft bei der Fußball-Weltmeisterschaft 2010 in Südafrika.

## Qualifikation
Die Spanier starteten mit einem knappen Heimsieg gegen Bosnien-Herzegowina erfolgreich in die WM-Qualifikation. Es folgten zwei klare Siege über Armenien und Estland. In der darauffolgenden Partie in Brüssel gegen Belgien mussten die Iberer den ersten Gegentreffer hinnehmen, als Wesley Sonck die Belgier früh in Führung brachte. Noch in der ersten Halbzeit konnte der spanische Mittelfeldakteur Andrés Iniesta für die Selección ausgleichen und David Villa sorgte in der 88. Minute für den Siegtreffer.
Auch die zwei folgenden Partien gegen die Türkei gestalteten sich ausgeglichen, doch dank der individuellen Klasse der Spanier und eines Treffers durch Gerard Piqué gewannen die Iberer die erste Partie im Estadio Santiago Bernabéu in Madrid. In der zweiten Partie gegen die Türken wenige Tage später in Istanbul im Ali-Sami-Yen-Stadion gingen die Gastgeber durch ein Tor von Semih Şentürk in Führung. Xabi Alonso mit einem Elfmetertor und Albert Riera entschieden die Partie dennoch zu Gunsten der Gäste. In den anschließenden Partie überrollten die Spanier die belgischen Gäste, die quasi chancenlos waren und mit einer 5:0-Pleite nach Hause fuhren.
Die Spanier konnten ihre beeindruckende Siegesserie weiter ausbauen und gewannen auch die letzten drei Qualifikationsspiele. In der letzten Partie in Zenica zeigten die Spanier abermals ihre offensiven Qualitäten und ließen den glücklos kämpfenden Bosnier-Herzegowinern erst in der Schlussphase zwei Gegentore zu, nachdem die Spanier bereits mit fünf Toren vorgelegt hatten. Damit gewann Spanien als einzige Mannschaft alle zehn Partien in der Qualifikation und sammelte 30 Punkte. Bester Torschütze der Selección war David Villa, der sieben Tore erzielen konnte. Der amtierende Europameister startet die Weltmeisterschaft 2010 in einer Gruppe mit der Schweiz, Honduras und Chile.
|  | Spanien – Bosnien-Herzegowina                                                                         |  | 1:0 (0:0) |
|  | Torschützen: David Villa                                                                              |  |           |
|  | Spanien – Armenien                                                                                    |  | 4:0 (2:0) |
|  | Torschützen: Joan Capdevila, David Villa (2), Marcos Senna                                            |  |           |
|  | Estland – Spanien                                                                                     |  | 0:3 (0:2) |
|  | Torschützen: Juan Gutiérrez Moreno, David Villa, Carles Puyol                                         |  |           |
|  | Belgien – Spanien                                                                                     |  | 1:2 (1:1) |
|  | Torschützen: Wesley Sonck; Andrés Iniesta, David Villa                                                |  |           |
|  | Spanien – Türkei                                                                                      |  | 1:0 (0:0) |
|  | Torschützen: Gerard Piqué                                                                             |  |           |
|  | Türkei – Spanien                                                                                      |  | 1:2 (1:0) |
|  | Torschützen: Semih Şentürk; Xabi Alonso, Albert Riera                                                 |  |           |
|  | Spanien – Belgien                                                                                     |  | 5:0 (1:0) |
|  | Torschützen: David Silva (2), David Villa (2), Gerard Piqué                                           |  |           |
|  | Spanien – Estland                                                                                     |  | 3:0 (1:0) |
|  | Torschützen: Cesc Fàbregas, Santi Cazorla, Juan Mata                                                  |  |           |
|  | Armenien – Spanien                                                                                    |  | 1:2 (0:1) |
|  | Torschützen: Robert Arzumanyan; Cesc Fàbregas, Juan Mata                                              |  |           |
|  | Bosnien-Herzegowina – Spanien                                                                         |  | 2:5 (0:2) |
|  | Torschützen: Edin Džeko, Zvjezdan Misimović; Gerard Piqué, David Silva, Álvaro Negredo (2), Juan Mata |  |           |

## Vorbereitung
Die spanische Nationalmannschaft startete ihr Trainingslager am 24. Mai in der Ciudad del Fútbol, dem Sportzentrum des spanischen Fußballverbandes, in Las Rozas. Vom 29. Mai bis zum 3. Juni setzten die Iberer ihre Vorbereitung im österreichischen Schruns fort. Die Selección bestritt in diesem Zeitraum zwei Freundschaftsspiele im Innsbrucker Tivoli-Neu; am 29. Mai besiegte die Auswahl Saudi-Arabien mit 3:2 und am 3. Juni schlug man Südkorea mit 1:0. Das letzte Vorbereitungsspiel vor der WM gewann die Mannschaft am 8. Juni im Estadio Nueva Condomina im spanischen Murcia mit 6:0 gegen Polen.

## Spanisches Aufgebot
Der spanische Nationaltrainer Vicente del Bosque gab am 20. Mai 2010 das aus 23 Spielern bestehende Aufgebot bekannt. Der Kader basierte größtenteils auf dem der Europameisterschaft 2008, nicht dabei sind jedoch unter anderem die Europameister Marcos Senna, Santi Cazorla oder Daniel Güiza. Mit Víctor Valdés, Javi Martínez und Pedro waren auch drei Spieler auf der Liste, die bei Bekanntgabe des Aufgebots noch nicht in der Nationalelf debütiert hatten.
Der 23-Mann-Kader:
| Nr.               | Name               | Verein vor WM-Beginn | Geburtstag | Spiele   | Tore     |          |          |          |          |
| Torhüter          | Torhüter           | Torhüter             | Torhüter   | Torhüter | Torhüter | Torhüter | Torhüter | Torhüter | Torhüter |
| ----------------- | ------------------ | -------------------- | ---------- | -------- | -------- | -------- | -------- | -------- | -------- |
| 1                 | Iker Casillas      | Real Madrid          | 20.05.1981 | 7        | 0        | 0        | 0        | 0        |          |
| 12                | Víctor Valdés      | FC Barcelona         | 14.01.1982 | 0        | 0        | 0        | 0        | 0        |          |
| 23                | Pepe Reina         | FC Liverpool         | 31.08.1982 | 0        | 0        | 0        | 0        | 0        |          |
| Abwehrspieler     |                    |                      |            |          |          |          |          |          |          |
| 2                 | Raúl Albiol        | Real Madrid          | 04.09.1985 | 0        | 0        | 0        | 0        | 0        |          |
| 3                 | Gerard Piqué       | FC Barcelona         | 02.02.1987 | 7        | 0        | 1        | 0        | 0        |          |
| 4                 | Carlos Marchena    | FC Valencia          | 31.07.1979 | 3        | 0        | 0        | 0        | 0        |          |
| 5                 | Carles Puyol       | FC Barcelona         | 13.04.1978 | 7        | 1        | 1        | 0        | 0        |          |
| 11                | Joan Capdevila     | FC Villarreal        | 03.02.1978 | 7        | 0        | 1        | 0        | 0        |          |
| 15                | Sergio Ramos       | Real Madrid          | 30.03.1986 | 7        | 0        | 1        | 0        | 0        |          |
| 17                | Álvaro Arbeloa     | Real Madrid          | 17.01.1983 | 1        | 0        | 0        | 0        | 0        |          |
| Mittelfeldspieler |                    |                      |            |          |          |          |          |          |          |
| 6                 | Andrés Iniesta     | FC Barcelona         | 11.05.1984 | 6        | 2        | 1        | 0        | 0        |          |
| 8                 | Xavi               | FC Barcelona         | 25.01.1980 | 7        | 0        | 1        | 0        | 0        |          |
| 10                | Cesc Fàbregas      | FC Arsenal           | 04.05.1987 | 4        | 0        | 0        | 0        | 0        |          |
| 13                | Juan Mata          | FC Valencia          | 28.04.1988 | 1        | 0        | 0        | 0        | 0        |          |
| 14                | Xabi Alonso        | Real Madrid          | 25.11.1981 | 7        | 0        | 1        | 0        | 0        |          |
| 16                | Sergio Busquets    | FC Barcelona         | 16.07.1988 | 7        | 0        | 1        | 0        | 0        |          |
| 20                | Javi Martínez      | Athletic Bilbao      | 02.09.1988 | 1        | 0        | 0        | 0        | 0        |          |
| 21                | David Silva        | FC Valencia          | 08.01.1986 | 2        | 0        | 0        | 0        | 0        |          |
| 22                | Jesús Navas        | FC Sevilla           | 21.11.1985 | 3        | 0        | 0        | 0        | 0        |          |
| Stürmer           |                    |                      |            |          |          |          |          |          |          |
| 7                 | David Villa        | FC Valencia          | 03.12.1981 | 7        | 5        | 0        | 0        | 0        |          |
| 9                 | Fernando Torres    | FC Liverpool         | 20.03.1984 | 7        | 0        | 0        | 0        | 0        |          |
| 18                | Pedro              | FC Barcelona         | 28.07.1987 | 5        | 0        | 0        | 0        | 0        |          |
| 19                | Fernando Llorente  | Athletic Bilbao      | 26.02.1985 | 1        | 0        | 0        | 0        | 0        |          |
| Trainer           |                    |                      |            |          |          |          |          |          |          |
|                   | Vicente del Bosque |                      | 23.12.1950 |          |          |          |          |          |          |

## Quartier
Die spanische Nationalmannschaft reiste am 10. Juni nach Südafrika, wo sie in Potchefstroom, etwa 120 km südwestlich von Johannesburg, ihr Quartier auf dem Campus der Nordwest-Universität bezog.

## Spiele

### Vorrunde
Die als einer der Turnierfavoriten gehandelten Europameister aus Spanien begannen mit einem Fehlstart. Nicht nur, dass ihnen gegen die abwehrstarken Schweizer kein Tor gelang, sie fingen sich auch noch ein Kontertor ein. Nach dieser Niederlage konnten sie aber die beiden verbleibenden Vorrundenpartien mit soliden Leistungen gewinnen und sie zogen somit sogar noch als Gruppensieger ins Achtelfinale ein.
Garant für das Weiterkommen war Torjäger Villa. Gegen Honduras fiel er durch eine nicht geahndete Tätlichkeit auf, vergab einen Elfmeter, traf nichtsdestoweniger aber doppelt. Gegen Chile erzielt er das 1:0 und bereitete das 2:0 vor. Somit war er an allen Treffern der Vorrunde beteiligt.
- Mittwoch, 16. Juni 2010, 16 Uhr in Durban
 Spanien –  Schweiz 0:1 (0:1)
- Montag, 21. Juni 2010, 20.30 Uhr in Johannesburg (Ellis Park)
 Spanien –  Honduras 2:0 (1:0)
- Freitag, 25. Juni 2010, 20.30 Uhr in Tshwane/Pretoria
 Chile –  Spanien 1:2 (0:2)

### Finalrunde
Alle Spiele der Finalrunde hat Spanien jeweils mit 1:0 gewonnen.

#### Achtelfinale
- Dienstag, 29. Juni 2010; 20:30 Uhr in Kapstadt
 Spanien –  Portugal 1:0 (0:0)

In der 63. Minute traf David Villa nach Zuspiel von Xavi zum spielentscheidenden 1:0, allerdings stand er im Abseits. Ricardo Costa sah in der 89. Minute die Rote Karte für eine Tätlichkeit an Capdevila.

#### Viertelfinale
- Samstag, 3. Juli 2010; 20:30 Uhr in Johannesburg (Ellis Park)
 Paraguay –  Spanien 0:1 (0:0)

Erneut war es Villa, der für Spanien in der 83. Minute traf und damit seinen fünften Treffer im Turnier markierte.

#### Halbfinale
- Mittwoch, 7. Juli 2010; 20:30 Uhr in Durban
 Deutschland –  Spanien 0:1 (0:0)

In der 73. Minute traf Puyol zum spielentscheidenden 1:0, nachdem Spanien vorher mehrere Chancen nicht zum Führungstreffer nutzen konnte. Weitere Chancen, die Führung auszubauen, wurden vergeben.

#### Finale
- Sonntag, 11. Juli 2010; 20:30 Uhr in Johannesburg (Soccer City)
 Niederlande –  Spanien 0:1 n. V.

Andrés Iniesta schoss Spanien in der 116. Minute zum WM-Titel.

## Torstatistik
- Spanien schossen, absolut und relativ gesehen, die wenigsten Tore zum Erreichen des Weltmeistertitels: 8 Tore in 7 Spielen = 1,14/Spiel. Die bisherigen absoluten Minusrekorde waren Italien/1938 (11/4 – 11 Tore in 4 Spielen), England/1966 (11/6) und Brasilien/1994 (11/7) bzw. die bisherigen relativen Minusrekorde waren Brasilien/1994 (11/7 = 1,57) sowie Italien 1982 & Italien 2006 (12/7 = 1,71).